# Exsudoporus
 Exsudoporus Vizzini, Simonini & Gelardi – rodzaj grzybów należący do rodziny borowikowatych (Boletaceae).

## Systematyka
Pozycja w klasyfikacji według Index Fungorum: Exsudoporus, Boletaceae, Boletales, Agaricomycetidae, Agaricomycetes, Agaricomycotina, Basidiomycota, Fungi.
W wyniku prowadzonych w ostatnich latach badań filogenetycznych w obrębie rodzaju Boletus nastąpiły znaczne przetasowania w jego systematyce. Rodzaj Exsudoporus powstał przez wyłączenie niektórych gatunków z rodzaju Boletus. 

## Gatunki
- Exsudoporus floridanus (Singer) Vizzini, Simonini & Gelardi 2014
- Exsudoporus frostii (J.L. Russell) Vizzini, Simonini & Gelardi 2014
- Exsudoporus permagnificus (Pöder) Vizzini, Simonini & Gelardi 2014

Wykaz gatunków (nazwy naukowe) na podstawie Index Fungorum.